# Мюллер-Гиллебранд, Буркхарт
Буркхарт Мюллер-Гиллебранд (нем. Burkhart Müller-Hillebrand, до 1921 года Burkhart Müller; 1904—1987) — немецкий военный, служил в рейхсвере, вермахте и бундесвере.

## Биография
Родился 26 декабря 1904 года в городе Дьёз, Эльзас-Лотарингия, в семье прусского офицера Германа Августа Джона Юстаса Мюллера (1859—1914) и его жены — Екатерины Маргареты Жанны Селигер (1865—1949), брат профессора электротехники Дитриха Мюллера-Гиллебранда.
После получения аттестата зрелости Буркхарт в 1923 году стал служить в рейхсвере в 16-м кавалерийском полку в Хофгайсмаре. После офицерской подготовки получил звание лейтенанта в 1926 году и до 1934 года был кавалерийским офицером и полковым адъютантом. С 1934 по 1936 год обучался в Военной академии в Берлине и затем до начала Второй мировой войны занимался организационными и мобилизационными задачами во 2-м отделе Генерального штаба Верховного командования сухопутных войск.
С 1939 до середины 1940 года Мюллер-Гиллебранд служил офицером Генерального штаба в составе недавно созданной 93-й пехотной дивизии под командованием генерал-лейтенанта Отто Тиманна. После Французской кампании был переведен в Берлин, где до весны 1942 года служил адъютантом начальника генерального штаба армии генерал-полковника Франца Гальдера. Затем, после ряда новых штабных назначений, Буркхарт Мюллер-Гиллебранд прошел обучение в школе бронетанковых войск в Вюнсдорфе и в 1-м танковом полку. С марта по май 1943 года он некоторое время командовал 16-й танковой дивизией, а затем до конца 1943 года был командиром 24-го танкового полка, участвовал в войне против Советского Союза. В 1944 году Мюллер-Гиллебранд некоторое время служил в XXXXVI танковом корпусе, а с 1 сентября 1944 года до конца Второй мировой войны занимал пост начальника генерального штаба 3-й танковой армии на немецком Восточном фронте под командованием генерал-полковника Эрхарда Рауса, а затем — генерала танковой армии Хассо фон Мантейфеля. Звание генерал-майора получил 1 февраля 1945 года. 3 мая 1945 года, отступив после боя, 3-я танковая армия капитулировала в районе Шверина.
Став британским военнопленным, с середины мая 1945 по январь 1947 года, а затем до января 1948 года находился в Американской зоне оккупации Германии в плену. В ходе процесса денацификации, Буркхарт Мюллер-Гиллебранд стал членом Секция оперативной истории Германии Исторического отделения армии Соединенных Штатов в Карлсруэ, написал несколько исследований по истории войны.
В 1955 году Мюллер-Гиллебранд вернулся на действительную военную службу в звании полковника и занял пост заместителя начальника отдела кадров в Федеральном министерстве обороны Германии под руководством Карла Гумбеля. 1 декабря 1955 года получил звание бригадного генерала.
После разногласий с министром обороны Германии Францем Йозефом Штраусом в вопросе назначения некоторых военных должностей, Мюллер-Гиллебранд был переведен в Ганновер в начале декабря 1957 года, где служил до 1959 года заместителем командира 1-й танковой дивизии под командованием генерал-майора Пауля Райхельта. 1 апреля 1959 года он стал командиром дивизии и получил звание генерал-майора 15 марта 1961 года. В 1961 году был переведен в Париж, где был назначен генерал-лейтенантом и занимал должность заместителя начальника штаба по планам и стратегии в Верховного главнокомандования ОВС НАТО в Европе под командованием генералов США Лориса Норстада и Лаймана Лемницера. 31 марта 1965 года Буркхарт Мюллер-Гиллебранд окончательно ушел на пенсию.
Умер 16 февраля 1987 года в Фройденштадте, Баден-Вюртемберг, оставив жену Бербель (в девичестве Вешке, 1913—2003), сына и дочь.
Был удостоен ряда немецких наград, в их числе: Немецкий крест в золоте (1944), Железный крест 1-й и 2-й степеней (1939), а также финские Кресты Свободы 1-го и 2-го классов.
Автор ряда работ, в том числе:
- Das Heer 1933—1945. Entwicklung des organisatorischen Aufbaues.
  - Band I: Das Heer bis zum Kriegsbeginn. Mittler. Darmstadt 1954.
  - Band II. Die Blitzfeldzüge 1939—1941. Das Heer im Kriege bis zum Beginn des Feldzuges gegen die Sowjetunion im Juni 1941. Mittler. Frankfurt am Main 1956.
  - Band III. Der Zweifrontenkrieg. Das Heer vom Beginn des Feldzuges gegen die Sowjetunion bis zum Kriegsende. Mittler. Frankfurt am Main 1969.